# Кирхгоф, Иоганн Вильгельм Адольф
Иоганн Вильгельм Адольф Кирхгоф (нем. Johann Wilhelm Adolf Kirchhoff; 6 января 1826, Берлин — 26 февраля 1908, Берлин) — немецкий филолог. Профессор Берлинского университета.

## Труды
- «Die Homerische Odyssee und ihre Enstehung» (1859),
- «Composition der Odyssee» (1869),
- «Studien zur Geschichte des griechischer Alphabets» (1887),
- «Ueber die Entstehungszeit des Herodotischen Geschichtswerkes» (Берлин, 1878), и др.;
- «Die Umbrischen Sprachdenkmale» (Берлин, 1848—1851),
- вместе с Ауфрехтом — «Das gothische Runenalphabet» (Б., 1852), «Das Stadtrecht von Bantia» (Б., 1853), «Die fränk. Runen» (в «Zeitschrift für deutsches Alterthum», 1855).

Переводы
Издал Еврипида (1855), Эсхила (1880) и Платона (1856),
Принимал участие в издании греческих надписей (Inscriptiones Graecae) берлинской академией наук, особенно в IV т. «Corpus inscriptionum graecarum», и в 1873 издал I т. «Corpus inscriptionum atticarum» (надписи до Евклида).